# معماری دوره پهلوی

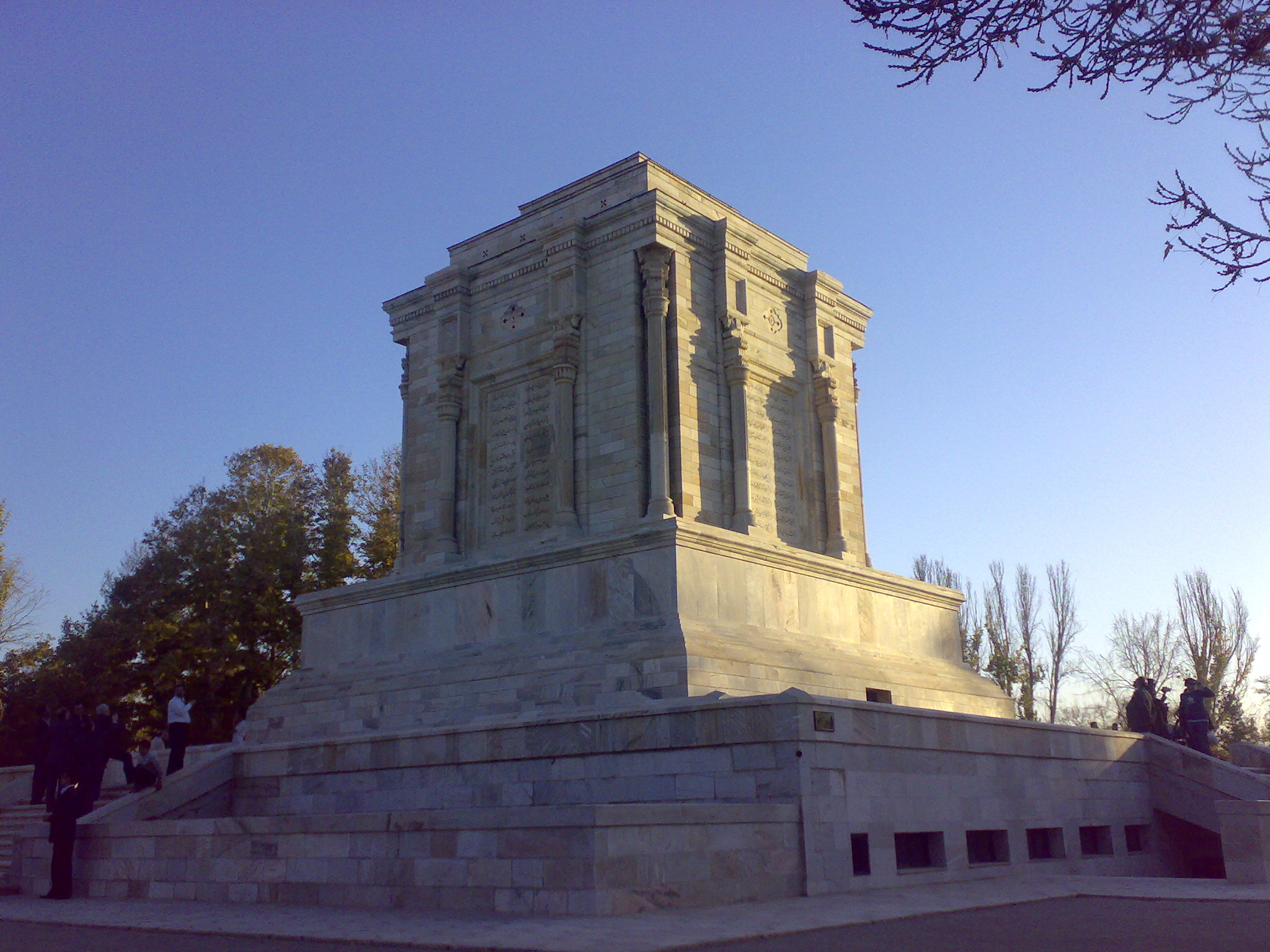
آرامگاه فردوسی در توس

معماری دوره پهلوی در نگرش به باستانگرایی خود به دو دوره ساسانیان و هخامنشیان توجه بیشتری دارد، در نگاه معماری عناصری که مورد بهره‌برداری یا تقلید قرار گرفتند به دو گونه بود. عناصر مشخص معماری در بنا نظیر ستونها، سرستونها، پایه ستونها، پنجره‌ها، پلکان، ورودیها، قوسها و دهانه‌ها. دومین عناصر تزیینی نظیر نقوش برجستهٔ حجاریها، مجسمه‌ها، کنگرهٔ بام و … در دوره پهلوی اول هنرمندان معماری ایرانی و غربی که سازنده بناهای دولتی و آموزشی و صنعتی بودند، برای اولین بار با نوعی انتخاب تاریخی روبرو شدند. آنان باید متوجه می‌شدند که از چه دوره و چگونه و به چه مقدار انتخاب کنند. معماران اگر چه متأثر از فضای سیاسی باستان گرایی بودند، توانستند با تعدد بناهای ساخته شده فضای معماری باستانگرایی را تنوع بخشند. نمونه این بناها کاخ شهربانی دربند، بانک ملی، مدرسهٔ فیروز بهرام و ساختمان فرش می‌باشد.

## تأثیرات نظامیگرایی

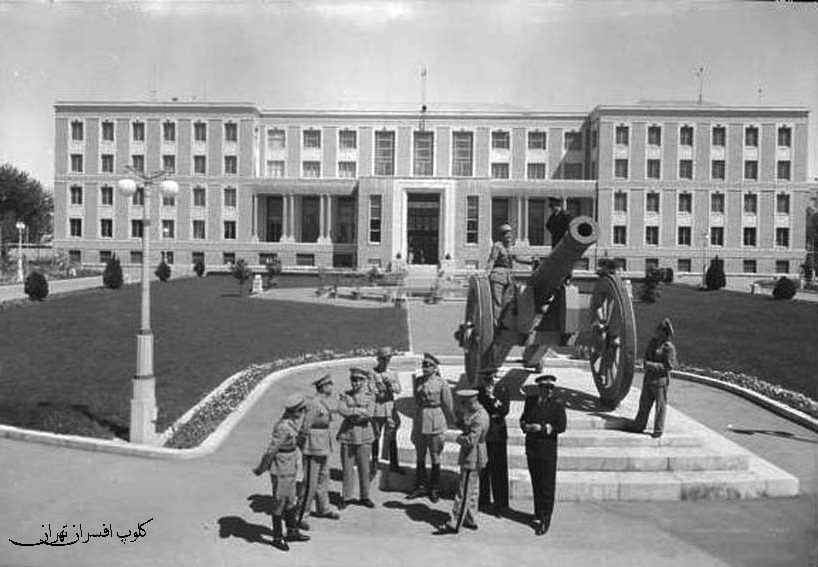
باشگاه افسران وزارت جنگ در تهران

همزمان شدن دهه دوم حکومت پهلوی اول با روی کارآمدن و اقتدار حزب نازی در آلمان و ارتباط نزدیک و بی‌سابقه ایران و آلمان و پیامد آن انجام فعالیت‌های عمرانی و ساختمانی توسط متخصصین آلمانی خود به خود رویه نظامی را در ساخت بناهای این دوره دو چندان نمود. این تأثیرات بر روی نمای ساختمان بود که به گونه‌های ملموس هیبت و شکل نظامی به خود می‌گرفت.

## تأثیرات مدرنگرایی
مکتب معماری مدرن به وسیله دانش آموختگان ایرانی از فرنگ برگشته که در سال‌های آخر دوره پهلوی اول به ایران بازگشتند به ارمغان آورده شد. از آن رو که نهضت مدرنیسم در معماری همچون دیگر مکاتب نخست در دانشگاه‌ها مورد توجه و آموزش قرار گرفت. آثار مطرح و به جا مانده از مکتب معماری مدرن را در نخستین سال‌های پیدایش آن در ایران به‌طور عمده باید در تهران و در ساختمان‌های غالباً عمومی و غیردولتی مشاهده کرد. برخی از این آثار به ویژه در خیابان شاه رضا (انقلاب) از میدان فردوسی تا میدان انقلاب هنوز پابرجا هستند.

## معماری صنعتی
ایران هنگامی که به دوره صنعتی رسید که غرب دوران اوج صنعتی را می‌گذرانید. ایران این مسیر را بعد از جنگ جهانی اول شروع کرد. حقیقت این است که معماری صنعتی ایجاد شده به شیوه صنعتی و شکلی از معماری مدرن است که در بیشتر کشورها و از جمله ایران به شکل نارسای معماری صنعتی گفته می‌شود. از این رو بناهای مورد نظر آن دسته از بناها و عمدتاً کارخانه‌ها هستند که با انقلاب صنعتی نیمه دوم قرن هیجدهم به وجود آمده و توسعه یافتند؛ امادر ایران در دوره رضاشاه تأسیس سلسله وار کارخانه‌های بزرگ صنعتی در بافت کهنه و سنتی شهرها و پیش از آنکه شهرهای ایران زمینه توسعه صنعتی نظیر اروپا داشته باشند، معماری خاصی ایجاد کردند که باید شروع معماری صنعتی ایران را از این تاریخ دانست. این سال‌ها از نظر تاریخی یکی از دوره‌های مهم تاریخی ایران است. سال‌های ۱۳۱۱ به بعد اوج درخواست برای کارخانه‌های گوناگون است کارخانه‌های نساجی، پشم ریسی، نخ ریسی، چرم سازی، قندسازی، چای و … تا قبل از شهریور ۲۰ کارخانه‌های بزرگ نساجی و نیز منسوجات شیمیایی تأسیس شد. بیشتر این کارخانه‌ها از آلمان وارد می‌شد و طرح‌ریزی ساختمان‌های صنعتی طبعاً توسط کارشناسان خارجی صورت گرفت. فضای کارخانه‌ها در مجموع شدیداً تحت تأثیر عملکرد آن هستند. پیش از آنکه معمار بتواند در طرح فضای داخلی کارخانه‌های صنعتی دخیل باشند، این کارکرد کارخانه هاست که طراحی فضای داخلی را به معمار دیکته می‌کند؛ بنابراین بیان ساختمانی و عظمت صنعتی کارخانه بر بیان هنری آن برتری دارد. حضور سنگین و مقتدرانه بناهای صنعتی علاوه بر اینکه توانست آن نمایش عظمت را به صورت فیزیکی بیان کند، چنانچه به شکل ذاتی در ابعاد بناها نهفته بود. در قالب توسعه و تحول نیز توانست عملاً جدایی خود را از ساختار و شکل سنتی معماری گذشتگان که نمادهای آن بناهای عظیم مساجد با گنبدها و مناره‌ها بودند جدا سازد. معماری صنعتی در دوره پهلوی اول از آن رو قابل اهمیت است که با حضور وسیع و نمادین خود در شهرهای مختلف چهره و اندازه جدید از بناها و فضای شهر به وجود آورد.

## شهرسازی نوین

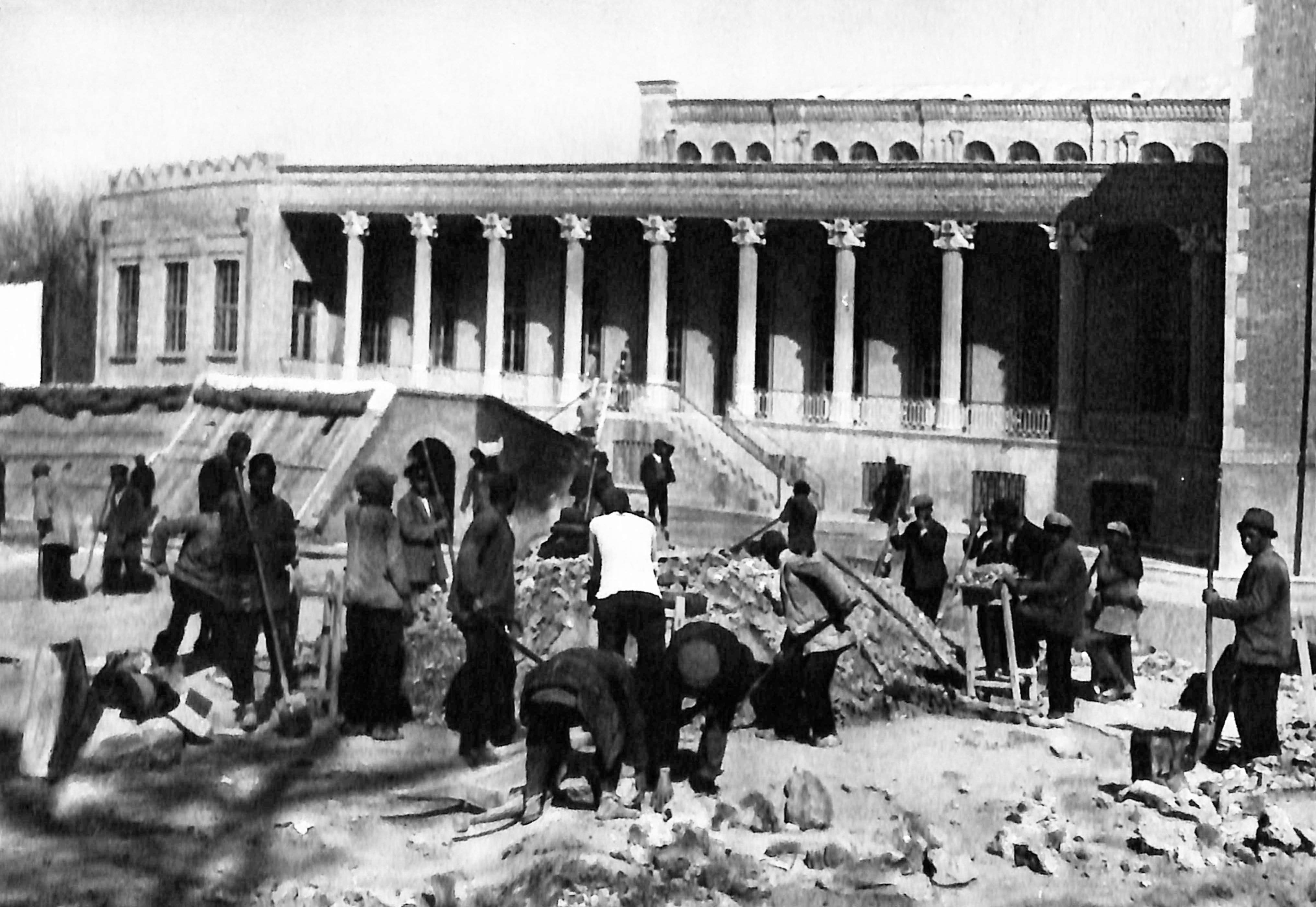
کارگران در حال ساخت شعبه بانک ملی در تهران

سالهای ۱۳۰۰ش با روی کار آمدن رضاخان نشان داد که آهنگ تغییرات و تحولات در زمینه شهرسازی به گونه‌های غیرمنتظره شتاب گرفته‌است. ساختار قدرت در دوره پهلوی اول بهره همه‌جانبه از اهرمهای مناسب و جدیدی بود که توانست جامعه را بیشتر به شکل روانی، زیر اقتدار خود درآورد. این اقتدار در همه زمینه‌ها اتفاق افتاد که جامعترین، مؤثرترین و قویترین آن‌ها شکل جدید شهر بود.
این تغییر با روی کارآمدن رضاخان شروع شد. رضاشاه با اتکا به بیگانگان خصوصیات یک دولت واحد و تمرکزگرا را متکی بر انگیزه آرمانگرایانهٔ باستانگرایی به وجود آورد. این تمرکزگرایی در شهرسازی چهره خود را به روشنی نشان داد. سرو سامان دهی با الگوی خطوط راست که میراث قرن ۱۹ بود، مدل خوبی برای این کار شد، خیابانهای اصلی و فرعی دامنه شهر را از هم مشخص می‌کردند. نتیجه این کار ایجاد یک شهر گشاد با یک هسته مرکزی بود که بیانگر نظام متمرکز و واحد بود.
هر چند که رضاشاه در دوران ۲۰ ساله خود به فرنگ نرفت؛ ولی حضور و کثرت کارشناسان و مستشاران خارجی در تمام زمینه‌های اداری، نظامی و اقتصادی، تجارب شهرسازی و معماری اروپا را با قدرت هرچه تمام تر در ایران گسترش داد. تعداد محدودی از معماران و مهندسان ایرانی نیز در اروپا به خصوص در اتریش و آلمان درس خوانده بودند، معماری آن دوره اروپا را در ایران اشاعه دادند.

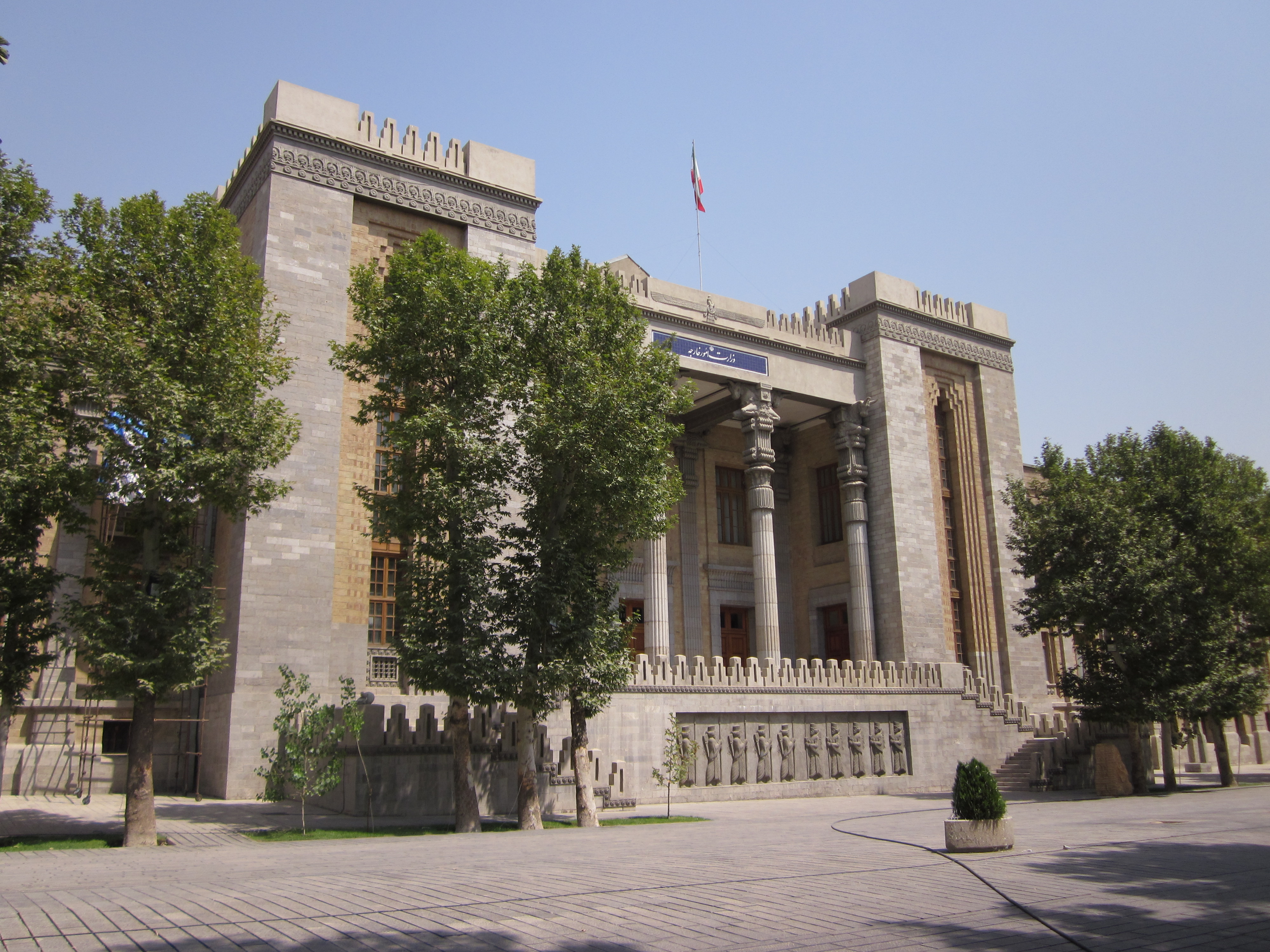
کاخ شهربانی (تهران)

## معماری پهلوی معماری برونگرا
به نظر می‌رسد، ساختار قدرت جدید در این سو به موفقیتی شایان توجه دست یافت و با ارائه یک معماری برونگرایی شهری به سرعت فرهنگ برونگرایی را پیاده کرد. حکومت با استفاده از شهرسازی نوخواسته و در یک کمیت فراوان و در واقع با ارائه مصداقهای شهرسازی توانست برونگرایی، برگرفتن حجاب، نمایش بینقاب و عرض اندام را تعریف کند و دیوارهای کج و معوج و ناهنجار گذشته زمینه مناسبی را برای جانشینی ساختمانهایی که با عظمت و پرجلوه تعریف می‌شدند، فراهم سازد. خیابانهای عریض و کوچه‌های صاف همچونان که خود را در معرض نمایش می‌گذاشت به معماری گذشته فرصت عرض اندام داد.
در این دوره پنجره‌ها یکی پس از دیگری به روی کوچه‌ها و خیابانهای جدیدالاحداث گشوده می‌شوند. دیوارهای حیاطها کوتاهتر و شکیلتر می‌شوند. خیابانهای پهن و کوچه‌های نوخاسته، میدان دید کافی در اختیار بینندگان رهگذر می‌گذارند و صاحبان بناها ناگزیرند به حکم ضرورت و آبرو در عرضه آنچه که به نمایش می‌گذارند سلیقه بیشتری به خرج بدهند و سلیقه دیگران را نیز در نظر بگیرند.

## نظارت رضاشاه در معماری ساختمان‌های بزرگ شهر

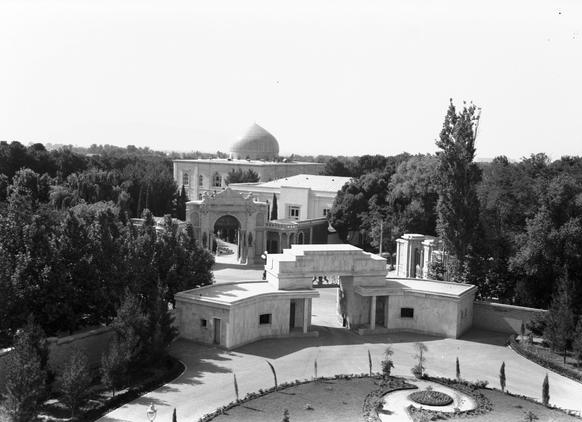
نمایی از کاخ مرمر

رضاشاه در کارهای خود با آگاهی تمام به دو اصل مهم و انکارناپذیر توجه داشت او از یک طرف به خاطر پاسداری از هویت ملی متوجه سنتهای کهنسال معماری ایران بود و از طرف دیگر ناگریز از پذیرفتن شیوه‌های معماری اروپایی و تکنیک مدرن این معماری بود که می‌توانست جوابگوی نیازهای جدید ایران باشد. رضاشاه خوب می‌دانست نه معماری سنتی ایران برآورنده نیازهای عصر اوست و نه معماری اروپا بدون‌آمیزش با معماری سنتی ایران می‌تواند به شکل اروپایی خود زیبنده ایرانی باشد. رضاشاه با آگاهی و پشتکار زیاد، ایران را به یک کارگاه بزرگ ساختمانی مبدل ساخته بود و شخصاً به بیشتر کارهای ساختمانی نظارت می‌کرد. او همواره از کارگاه‌های ساختمانی دیدن می‌کرد و برای پیشرفت شایسته کارها دستورهای لازم را صادر می‌کرد و نفوذ معنوی او در انجام شایسته کارهای ساختمانی و بناهای اصیل ایرانی آن قدر بود که حتی کارخانه‌های شخصی که روز به روز بر تعدادشان افزوده می‌شد مهر معماری جدید رضاشاهی را بر پیشانی داشتند.

## پلان (نقشه)
در دوره پهلوی اول شدیدترین تغییرات در حوزه پلان بنا صورت گرفت. به دلیل حضور سریع و بدون وقفه عملکردهای جدید در معماری پلانها عیناً و بدون تطبیق محلی و فرهنگی وارد حوزه معماری ایران شد. رشد این گونه نقشه‌ها بیشتر در فضاهای آموزشی نظیر مدارس و دانشگاه‌ها و حوزه اداری و حکومتی نظیر وزارتخانه‌ها، شهربانی، پست و بانک‌ها صورت پذیرفت. در این دوره بناها بعضاً توانست عناصر گذشته معماری را به خود بگیرد؛ ولی داخل بنا نتوانست روابط فضایی پیشین را در خود جای دهد. در این میان پله‌ها و راهروها از اهمیتی بالا در تنظیم روابط و عملکرد فضاهای داخلی برخوردار شدند. ساختمان، بسته به عملکرد و مقیاس به دو یا چند هال تقسیم شدند که راهروهای طویل و یکنواخت با اتاقهای فراوان در طرفین از ویژگی‌های اصلی آن شد. این ویژگی را در معماری دوره پهلوی اول در فضای کارخانه تا کاخ مشاهده کرد.

### نما

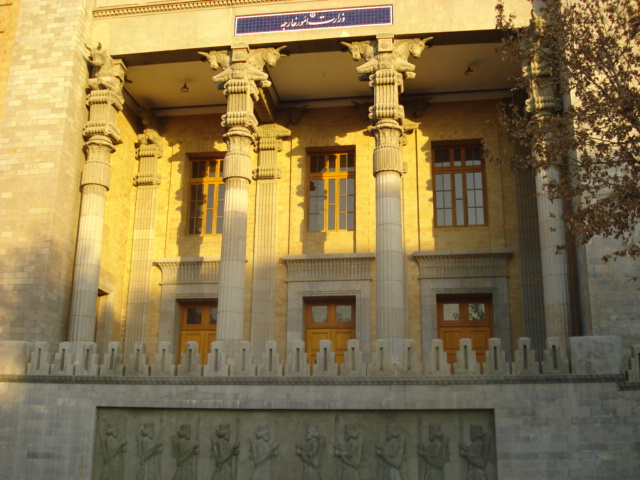
نمای نزدیک از ستون‌ها و تاق ورودی کاخ شهربانی

از آنجایی که اندیشه تمرکزگرا سنت شکن، تجددطلب و مدرن و دارای اسلوب نظامی در دوره بیست ساله ظهور کرد. ساختار دولت نیز به گونه‌ای شد که چنین تفکری را به اجرا درآورد: ۱ـ بالاتر قرار گرفتن ساختمان از سطح زمین و نیز نمایش آشکار در وسط و محل ورودی ساختمان تقریباً در تمامی بناهای این دوره مشاهده می‌شود. آمدن بنا از سطح زمین بر سیما و شکوه آن تأکید می‌کند. ۲ـ ورودیهای بلند و ستونهای مرتفع و کشیده. در بناها اگر چه از یک نگاه به معماری دوره قدرتگرایی آلمان و آغاز قرن بیستم و از نگاه دیگر به عظمت و قدرت باستانگرایانه ایران کهن نظر دارد، هرچه باشد در پی اقتدار و عظمت است. ۳ـ نمای بناهای دوره رضاشاهی بیشترین استفاده را از نشانه‌ها و عناصر خطی - عمودی برده‌است. ستونها و پنجره‌ها بیشترین نقش را در این کاربرد داشتهاند تا بتواند بر ایجاد حس ابهت و شکوه بنا بیفزاید. به خلاف این حرکت عمودی خود بناها در جهت افقی کشیده شدهاند و به صورتی سنگین و حجیم بر زمین نشستهاند.

### تزئینات
استفاده از آجر در بناها به دلیل سرعت و سهولت باعث گردید که تزئینات بیشتر یادآور نسبی از نقوش دوران پیش از صفویه است. معماری در این دوره در استفاده به جا از تزئینات هرچند ساده و مختصر هنوز نگاه به گذشته دارد. اتفاق تازه در این دوره رویکرد به عناصر حجمی و مجسمهسازی است که باز نگاه دوگانه باستانی و غربی به خوبی قابل تشخیص است. استفاده از نقوش «فروهر» و «لوتوس» و ستونها به خوبی در این دوره ممتاز است.

## خیابان
خیابان به عنوان مکانی برای آمد و شد و داد و ستد، کسب و کار و نیز گردش شد که هویت و موجودیت خود را در ایران به‌طور عمده در دوره ۲۰ ساله به دست آورد و در این زمان بود که معماری خیابان که متأثر از نوعی برونگرایی در معماری بود به شهرسازی تبدیل شد و بدنه خیابانها شامل بناهایی با ردیف دکانها و مغازه‌ها در کنار پیاده‌روها و در طبقات شکل گرفت و شروع به رشد کرد به دستور رضاشاه چهره «لالهزار» دگرگون شد. طاقنماهای دو طرف خیابان تخریب و جای آن را ساختمان‌های دو طبقه گرفت و مالکان دو طرف خیابان موظف شدند که حداقل نمای دو طبقه را بسازند و مانند یک ساختمان کامل در آن درب و پنجره تعبیه کنند.

## معماران دوره پهلوی اول

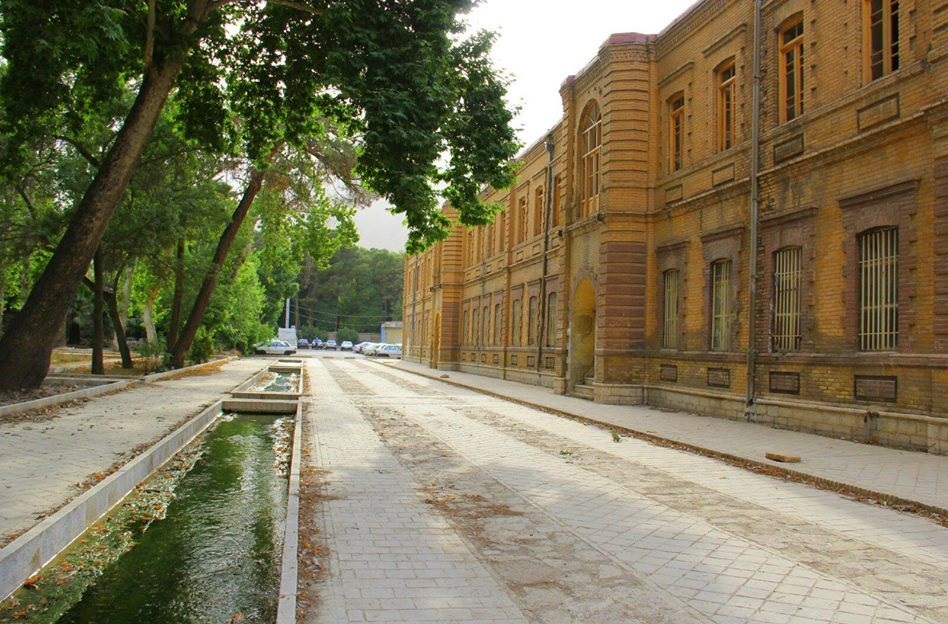
ساختمان‌های اطراف فلک‌الافلاک، بنا شده در دوره پهلوی

معماران این دوره به سه گروه تقسیم می‌شوند: معماران سنتی که مهمترینشان «جعفرخان کاشی» است. سردر باغ ملی تهران، کاخ سبز سعدآباد، کاخ مرمر و ایوان شرقی مدرسه سپهسالار از آثار او است. حسین لرزاده: از آثار او سر در بانک شاهی (بانک تجارت کنونی)، سردر مدرسه دارالفنون، آرامگاه فردوسی از دیگر استادان به نام این دوره «حاج حسین بهشتی» سازنده ساختمان پست در شهربانی استاد «حسین میدانی» معمار وزارت جنگ استاد «حاج علی علیزاده» معروف به «افندی» سازنده ساختمان ثبت احوال و «استاد یحیی سازنده» مدرسه البرز.

## معماران خارجی
معماران برجسته که کارهای برجستهای را در این دوره انجام دادن می‌توان از آندره گدار معمار و باستان‌شناس فرانسوی نام برد، از آثار او می‌توان به ساختمان‌های دانشکده‌های دانشگاه تهران طراحی و ساخت موزه ایران باستان طراح آرامگاه فردوسی در توس و ساختمان کتابخانه ملی مقبره حافظ و سعدی نام برد.
«نیکلای مارکوف» معمار روسی که تنوع و تعداد کارهای او در تهران قابل توجه است. از آثار او عمارت «بلدیه» در میدان توپخانه، زندان قصر، ساختمان البرز، دانشسرای عالی و همکاری در ساخت دانشگاه تهران است.

## معماران ایرانی فرنگ رفته
از اولین و مهم‌ترین این گروه باید از «وارطان هوانسیان» نام برد. او دانش‌آموخته دانشکده هنرهای زیبای پاریس است. از آثار او می‌توان «قصر شاه» در سعدآباد، «هنرستان دخترانه شمسایی» تکمیل «عمارت کلوپ افسران وزارت جنگ» و «مهمانخانه بزرگ دربند» را نام برد.
«کریم طاهرزاده بهزاد»، وی در ترکیه به تحصیل پرداخت. معروفترین کارهای او بنای آرامگاه فردوسی، بیمارستان شاهرضا و مدرسه شاهرضا در مشهد و ایستگاه راه‌آهن تهران و دیگر بناهای راه‌آهن.
محسن فروغی، پسر محمدعلی فروغی در «مدرسه عالی بوزار» فرانسه تحصیل کرد. او با تأسیس اداره ساختمان بانک ملی تقریباً تمام ساختمان‌های آن زمان بانک ملی را طراحی کرد. «دانشکده حقوق و ادبیات» دانشگاه تهران، مجموعه بزرگ «کاخ دارایی» و ساختمان «تعاون بانک می» از کارهای اوست.